# How to Make Money Like a Porn Star
How to Make Money Like a Porn Star är en serieroman skriven av New York-times-författaren Neil Strauss och illustrerad av Bernard Chang. Det är den första serieromanen som utgivits av ReganBooks/HarperCollins. Boken har tryckts i extra upplagor i Italien och Tjeckien. I Singapore är den förbjuden.